# موضة لوليتا

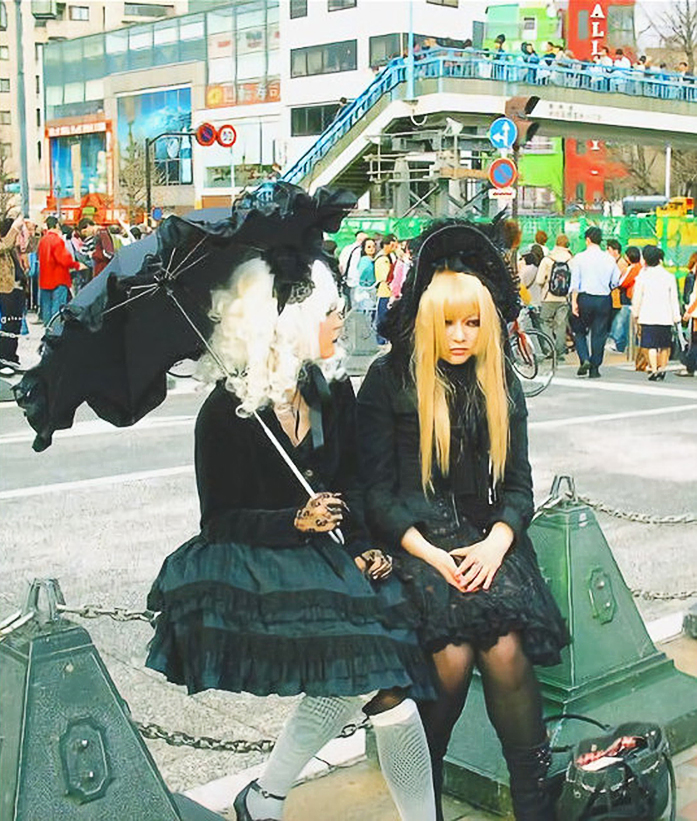
فتاتان ترتديان أزياء لوليتا قوطية الطراز في هارازوكو في طوكيو

لوليتا فاشون هي ثقافة فرعية من الموضة ظهرت في اليابان وتعتمد في الأساس على نمط الأزياء الفيكتوري والإدواردي.
لا يزال مصدر كلمة "لوليتا معقدًا وغير واضحًا. بدأ اتجاه اللوليتا في أواخر السبعينيات من القرن العشرين عندما بدأت علامات تجارية مشهورة مثل "بينك هاوس"، و"ميلك"، و"بريتي" (التي تغير اسمها فيما بعد ليصبح "أنجليك بريتي") في بيع ملابس اللوليتا.
وفي التسعينيات من القرن العشرين، بدأت فرق موسيقية مثل فرقة «برينسيس برينسيس» في تحقيق شهرة مما أدى إلى اشتهار موضة اللوليتا في طوكيو بين الشباب الياباني.

## اقرأ أيضًا
- كوزبلاي

## وصلات خارجية
- Lolita Fashion
- Lolibrary (Lolita Item Database)